# 人生のお荷物
『人生のお荷物』（じんせいのおにもつ）は、1935年に公開された五所平之助監督の日本映画。
戦後、テレビドラマでリメイクされた。

## あらすじ
初老のサラリーマン・福島省三とたま子夫婦には3人の娘と1人の息子がいる。すでに嫁いで実家を出た2人の娘は似ていない。洋装の次女の逸子は、やりくりに苦労している画家と結婚している。和装の長女の高子は、よく喧嘩する医者と暮らしている。三女の町子は、婚約中だった。町子の結婚式の夜、省三とたま子は小学生の息子寛一をめぐって喧嘩になった。結婚した3人の娘達の父省三は、自分の年齢を考えると、愛情を示さない幼い息子を育てなければならないことを難しいと感じている。夫が息子を重荷としていることに我慢できないたま子は、息子寛一と一緒に家を出ようと決心した。

## スタッフ
- 監督 - 五所平之助[1]
- 脚本 - 伏見晁[1]
- 原作 - 伏見晁[1]
- 撮影 - 小原譲治[1]
- 美術監督 - 五所福之助[3]
- 音楽監督 - 堀内敬三[3]
- 録音 - 土橋晴夫[2]
- 照明 - 水上周明[2]
- 編集 - 渋谷実、森信 [3]

## キャスト

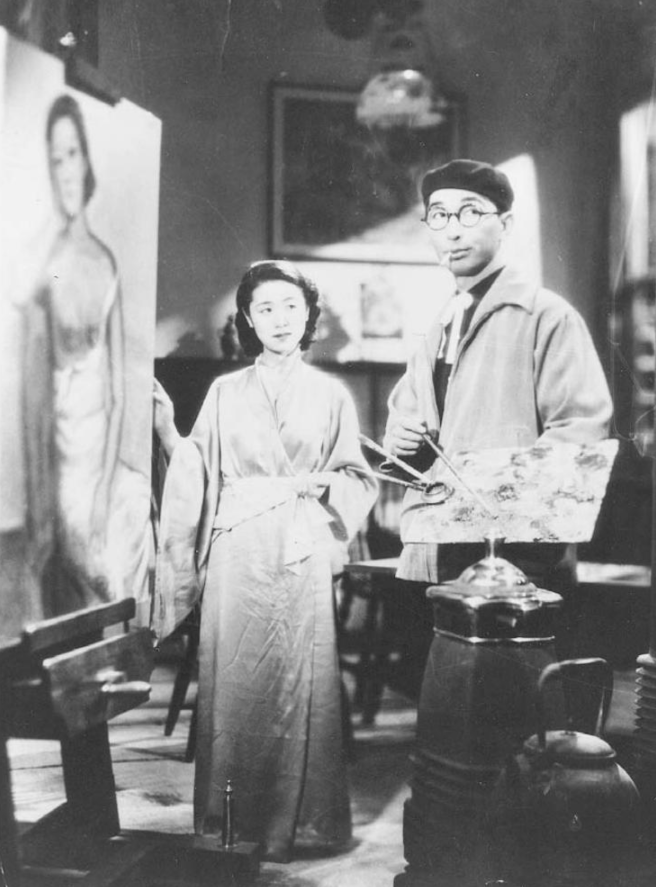
田中絹代（左）と小林十九二（右）

- 斎藤達雄 - 福島省三 [3]
- 吉川満子 - 妻 たま子 [3]
- 葉山正雄 - 息子 寛一 [3]
- 坪内美子 - 長女 高子 [3]
- 田中絹代 - 次女 逸子 [3]
- 水島光代 - 三女 町子 [3]
- 小林十九二 - 逸子の夫 栗山俊吉 [2]
- 大山健二 - 高子の夫 小見山哲雄 [2]
- 佐分利信 - 婿 橋本公正中尉 [2]
- 新井淳 - 仲人 阿部福太郎 [3]
- 飯田蝶子 - 阿部福太郎の妻 おかね [2]
- 六郷清子 - 女中 お浪 [3]
- 武田春郎[2]
- 水島亮太郎[2]
- 坂本武[2]
- 谷麗光 - 社員 南 [3]
- 突貫小僧[2]
- 爆弾小僧[2]
- 阿部正三郎 - 阿部福太郎の息子 余作 [3]
- 三宅邦子[2]
- 浪花友子[2]
- 小櫻葉子 - 女給 葉子 [3]
- 忍節子[2]
- 朝見英子[2]
- 小池政江[2]
- 出雲八重子[2]

## 受賞歴
- 1935年度 第12回キネマ旬報賞
  - 日本映画ベスト・テン6位『人生のお荷物』（五所平之助監督）[5]

## テレビドラマ
以下の放送日時、テレビ局名、番組名、出演者名は、テレビドラマデータベースに従った。
- 1959年3月31日 20:00 - 21:00、NETで放送。出演は斎藤達雄、夏川静江、小林トシ子、新草恵子、日吉やすしほか。
- 1963年11月10日 22:00 - 23:00、NET『シオノギ日本映画名作ドラマ』で放送。出演は有島一郎、中北千枝子、小泉博、竹内満、高岡奈千子、島蓉子、小文字まりほか。